# Филадельфийский эксперимент (фильм, 1984)
«Филадельфийский эксперимент» (в кинопрокате СССР — «Секретный эксперимент») — американский фантастический кинофильм 1984 года, основанный на городской легенде о «Филадельфийском эксперименте».

## Сюжет
Вторая мировая война. Октябрь 1943 года. Испытывается оборудование, которое должно было сделать американские военные корабли невидимыми для радаров противника. Во время первого из этих экспериментов в филадельфийской бухте исчезает эсминец ВМС США «Элдридж», а два матроса — Дэвид Хердег и Джим Паркер — оказываются заброшенными в 1984 год. В будущем они попадают в захолустное место — военную базу в штате Невада. На ней продолжаются те же эксперименты, что проводились в 1943 году. В момент, когда двое вываливаются из временно́й воронки, пропадает часть секретной военной базы. После переброски во времени матросы бегут от преследующих их гражданских и захватывают заложника — девушку по имени Элисон, которая должна их отвезти в Калифорнию, где Дэвид попытается найти знакомых и родственников. Путешественников во времени преследуют электрические разряды, и погода вокруг них нестабильна. Джим оказывается ранен и попадает в больницу. Дэвида пытаются захватить представители спецслужб, но ему вместе с Элисон удаётся бежать.
В ходе путешествия по стране Дэвиду удаётся найти учёных, ответственных за эксперимент. В Неваде на секретной базе пытаются понять, что случилось, и обнаруживают, что участок базы вместе с пропавшим в 1943 году эсминцем попал во временной вихрь. Это вызывает нестабильность, которая грозит уничтожить весь мир. Дэвид, наконец, находит доктора Лонгстрита, который уже сорок лет руководит исследованиями. Дэвид должен через воронку вернуться назад в прошлое и выключить оборудование на эсминце, которое и вызывает нестабильность. Дэвид возвращается в 1943 год, уничтожает генератор, но на энергии выбега генератора успевает вернуться в 1984 год. Там его встречает Элисон, которая ждёт своего любимого человека.

## В ролях
- Майкл Паре — Дэвид Хердег
- Нэнси Аллен — Эллисон Хэйс
- Эрик Кристмас — доктор Джеймс Лонгстрит
- Бобби Ди Чикко — Джим Паркер
- Ральф Манза — пожилой Джим
- Дебра Тройер — Пэмела Паркер
- Луиз Латэм — пожилая Пэмела
- Стивен Тоболовски — Барни
- Майлз Макнамара — доктор Джеймс Лонгстрит в ранние годы

## Съёмочная группа
- Режиссёр: Стюарт Рэффилл
- Продюсеры: Джон Карпентер, Дуглас Кертис, Пеги Бротман
- Сценарий: Уоллес С. Беннетт, Уильям Грей
- Оператор: Дик Буш
- Композитор: Кеннет Уоннберг

## Награды
- 1985 — Fantafestival: приз за лучший фильм.
- 1985 — Академия научной фантастики, фэнтези и фильмов ужасов США: номинация Нэнси Аллен на кинопремию «Сатурн» за лучшую женскую роль.